# Stertinius niger
Stertinius niger är en spindelart som beskrevs av Anna Maria Sibylla Merian 1911. Stertinius niger ingår i släktet Stertinius och familjen hoppspindlar. Inga underarter finns listade i Catalogue of Life.